# Діошд
Діошд (угор. Diósd, нім. Orasch) — місто в Угорщині, розташований в медьє Пешт.

## Історія
Цей населений пункт вперше згадується в документі короля Сигізмунда від 1417 року. Згодом, у результаті турецьких вторгнень, ці місця обезлюдніли, і згодом були заселені німцями, у результаті чого цей населений пункт став відомий під німецькою назвою «Ораше». Довгий час основою місцевої економіки було виноробство, проте в 1880-х роках практично всі місцеві виноградники загинули від філоксери, і місцеві мешканці перейшли на вирощування слив. Після Другої світової війни німці були вивезені в Німеччину.
15 липня 2013 року, після набрання чинності положень реформи адміністративного поділу Угорщини, Діошд отримав статус міста.

## Населення
У 2014 році в місті проживало 9348 осіб. Більшість мешканців їздить на роботу в довколишній Будапешт.